# Niccolò Gaddi
Niccolò Gaddi (Florença, 1499 - Florença, 16 de janeiro de 1552) foi um cardeal do século XVII.

## Biografia
Nasceu em Florença em 1499. Filho de Taddeo Gaddi e Antonia Altoviti. Tio do Cardeal Taddeo Gaddi (1557). Descendente direto do famoso pintor medieval Taddeo Gaddi. Parente da Rainha Caterina de' Medici da França.
Eleito bispo de Fermo em 16 de outubro de 1521; cessou, antes de 5 de dezembro de 1544. Não recebeu a consagração episcopal. Abade comendador de S. Leonardo di Manfredonia.
Criado cardeal diácono no consistório de 3 de maio de 1527; recebeu o barrete vermelho e a diaconia de S. Teodoro, em 3 de maio de 1527. Designado como refém do Papa Clemente VII pelas tropas imperiais, ficou muito tempo encerrado na fortaleza de Nápoles. Administrador da sé metropolitana de Cosenza, 31 de janeiro de 1528 até 21 de junho de 1535. Protetor da França a partir de 1533. Administrador da sé de Sarlat, França, 12 de dezembro de 1533 até 3 de julho de 1545. conclave de 1534, que elegeu Papa Paulo III. Optou pela diaconia de Ss. Vito e Modesto, 9 de janeiro de 1545. Participou do conclave de 1549-1550, que elegeu o Papa Júlio III. Optou pela diaconia de S. Maria in Domnica, 28 de fevereiro de 1550. Optou pela diaconia de S. Maria in Via Lata, 27 de junho de 1550. Cardeal protodiacono. Optou pela ordem dos cardeais sacerdotes e sua diaconia foi elevada pro illa vice ao título, em 20 de novembro de 1551.
Morreu em Florença em 16 de janeiro de 1552. Sepultado na Capela Gaddi da igreja de S. Maria Novella, Florença